# Theodore Hesburgh
Theodore Martin Hesburgh (25 de maio de 1917 - 26 de fevereiro de 2015) foi um padre católico estadunidense e acadêmico que era membro da Congregação da Santa Cruz. Ele é mais conhecido por seu serviço como presidente da Universidade de Notre Dame por trinta e cinco anos (1952-1987).

## Carreira
Além de sua carreira como educador e autor, Hesburgh foi um servidor público e ativista social envolvido em inúmeras iniciativas cívicas e governamentais americanas, comissões, projetos humanitários internacionais e atribuições papais. Hesburgh recebeu inúmeras homenagens e prêmios por seu serviço, principalmente a Medalha Presidencial da Liberdade dos Estados Unidos (1964) e a Medalha de Ouro do Congresso (2000). A partir de 2013, ele também detinha o recorde mundial de indivíduo com mais diplomas honorários, com mais de 150.
Hesburgh é creditado por trazer Notre Dame, há muito conhecida por seu programa de futebol, para a vanguarda das universidades católicas americanas e sua transição para uma instituição de ensino superior respeitada nacionalmente. Ele supervisionou o crescimento dramático da universidade, bem como a transferência bem-sucedida de sua propriedade dos padres da Santa Cruz para o conselho de curadores de Notre Dame em 1967. Durante seu mandato como presidente, a universidade também se tornou uma instituição mista. Além de seu serviço a Notre Dame, Hesburgh ocupou cargos de liderança em vários grupos envolvidos em direitos civis, usos pacíficos da energia atômica, reforma da imigração e desenvolvimento do Terceiro Mundo. Hesburgh também atuou nos conselhos de várias empresas, organizações sem fins lucrativos, organizações cívicas e missões do Vaticano.

## Trabalhos publicados selecionados

### Livros
- The Relation of the Sacramental Characters of Baptism and Confirmation to the Lay Apostle. [S.l.: s.n.] 1946
- The Theology of Catholic Action. [S.l.: s.n.] 1946
- God and the World of Man. [S.l.: s.n.] 1950
- Pattern for Educational Growth: Six Discourses at the University of Notre Dame. [S.l.: s.n.] 1958
- Thoughts for Our Times. [S.l.: s.n.] 1961
- More Thoughts for Our Times. [S.l.: s.n.] 1964
- Still More Thoughts for Our Times. [S.l.: s.n.] 1966
- Thought IV: Five Addresses. [S.l.: s.n.] 1967
- Thoughts for Our Times V. [S.l.: s.n.] 1969
- With Paul A. Miller and Clifton R. Wharton Jr., Pattern for Lifelong Learning. [S.l.: s.n.] 1973
- The Human Imperative: A Challenge for the Year. [S.l.: s.n.] 1974
- The Hesburgh Papers: High Values in Higher Education. [S.l.: s.n.] 1979
- Com Jerry Reedy, God, Country, Notre Dame: The Autobiography of Theodore M. Hesburgh. New York: Doubleday. 1990
- Travels with Ted and Ned. [S.l.: s.n.] 1992
- Editor, The Challenge and Promise of a Catholic University. [S.l.: s.n.] 1994